# Lionel Verde
Lionel Sebastián Verde (Santa Fe, Argentina; 18 de octubre de 2004) es un futbolista argentino. Juega como mediocampista ofensivo y su primer equipo fue Unión de Santa Fe. Actualmente milita en CSKA Moscú de la Liga Premier de Rusia.

## Trayectoria

### Unión de Santa Fe
Lionel Verde comenzó desde muy chico en la Escuelita de Fútbol del club Unión y posteriormente dio el paso a las divisiones inferiores, donde jugó en las distintas categorías de AFA. Con apenas un puñado de partidos en Reserva, a mediados de 2023 el técnico Cristian González tomó la decisión de sumarlo a los entrenamientos con el plantel de Primera e incluso lo llevó al banco de suplentes en un par de oportunidades, aunque no logró sumar minutos.
Al año siguiente viajó a la pretemporada que se llevó a cabo en Uruguay y finalmente tuvo su debut con la camiseta rojiblanca el 13 de febrero, en el empate como visitante 0-0 ante Godoy Cruz de Mendoza: ese día ingresó a los 33 del ST en reemplazo de Mauro Pittón. Al poco tiempo firmó su primer contrato profesional.

### CSKA Moscú
A mediados de 2025 fue cedido a préstamo por una temporada a CSKA Moscú de Rusia.

## Clubes
- Actualizado al 12 de agosto de 2025

| Club                | Div.                | Temporada           | Liga | Liga | Copa Nacional | Copa Nacional | Copa Internacional | Copa Internacional | Total | Total |
| Club                | Div.                | Temporada           | PJ   | G    | PJ            | G             | PJ                 | G                  | PJ    | G     |
| ------------------- | ------------------- | ------------------- | ---- | ---- | ------------- | ------------- | ------------------ | ------------------ | ----- | ----- |
| Unión Argentina     | 1.ª                 | 2023                | -    | -    | 0             | 0             | -                  | -                  | 0     | 0     |
| Unión Argentina     | 1.ª                 | 2024                | 8    | 1    | 5             | 0             | -                  | -                  | 13    | 1     |
| Unión Argentina     | 1.ª                 | 2025                | 14   | 2    | 2             | 1             | 5                  | 0                  | 21    | 3     |
| Unión Argentina     | Total               | Total               | 22   | 3    | 7             | 1             | 5                  | 0                  | 34    | 4     |
| CSKA Moscú · Rusia  | 1.ª                 | 2025/26             | 2    | 0    | 1             | 0             | -                  | -                  | 3     | 0     |
| CSKA Moscú · Rusia  | Total               | Total               | 2    | 0    | 1             | 0             | 0                  | 0                  | 3     | 0     |
| Total en su carrera | Total en su carrera | Total en su carrera | 24   | 3    | 8             | 1             | 5                  | 0                  | 37    | 4     |